# Пећина патријараха
Пећина патријараха или Пећина у Макпели (хебр. מערת המכפלה), за муслимане позната као Светилиште Аврама или Ибрахимова џамија (арап. لحرم الإبراهيمي), представља комплекс подземних пећина које се налазе у старом делу Хеврона, Западна обала, Палестина.
Према веровањима Јевреја, муслимана и хришћана овде се налази гроб пророка Аврама. Комплекс је друго најсветије место Јевреја (после храма у Јерусалиму) а истовремено је и свето место за муслимане и хришћане. Према веровању, овде су сахрањени библијски парови Аврам и Сара, Исак и Ревека, те Јаков и Лија. Према јеврејским изворима овде је сахрањен и Исав, син Исака, а према неким муслиманским изворима такође Јосиф, син Јакова.

## Пећина у хебрејској Библији
Пећина у Макпели се први пут помиње у Књизи постања:
| „                         | И њива Ефронова у Макпели према Мамрији, њива с пећином која је на њој, и сва дрвета на њиви и по међи њеној унаоколо, поста Аврамова пред синовима Хетовим, пред свима који улазе на врата града оног. Потом погребе Аврам Сару жену своју у пећини на њиви Макпели према Мамрији, а то је Хеврон, у земљи хананској. И потврдише синови Хетови њиву и пећину на њој Авраму да има гроб. | ” |
| — Књига постања 23, 17-20 | |   |

Књига постања каже да су касније Аврамови синови на том месту сахранили Аврама када је умро у својој 176. години. Поглавље 49 каже да су овде сахрањени и Исак, Ребека и Леа.

## Историја
У периоду хеленистичког јудаизма Ирод Велики саградио је велико, правоугаоно кућиште без крова над пећином. Ово је једина грађевина Ирода Великог која је очувана. Не зна се да ли је грађевина имала улаз и где се у том случају улаз налазио. Када је Хеврон био под влашћу Византије, поред ове грађевине изграђена је базилика коју су муслимани касније уништили. Они су такође на Иродову грађевину ставили кров и од ње направили џамију.
За време крсташких ратова грађевина је кратко опет служила као црква, али од 1188. године, када је Саладин освојио Хеврон, пећину углавном држе муслимани. Саладин је међутим дозволио да и хришћани користе ово свето место. Саградио је минарете, од којих два још увек стоје, и минбер. Цело место је током османског периода обновљено.

## Новија историја
До 1967. године Јеврејима је био забрањен улазак у комплекс. Али победом Израела у шестодневном рату, област је стављена под контролу те државе. У наредним годинама пордучје захватају немири и убијања. Године 1968. од ручне бомбе повређено је 47 Израелаца, од којих 8 озбиљно. У мају 1980. јеврејски верници били су нападнути након напуштања молитве, када је шест особа убијено, а 17 рањено.
Тензије су се појачале када је израелска влада потписала споразум у Ослу 1993. године, према којем је ограничена аутономија ПЛО на Западној обали и Појасу Газе.
Године 1994. јеврејски екстремиста Барух Голдстајн ушао је у џамију и убио 29 верника. Након тога убили су га муслимански ходочасници. Због велике осетљивости овог места, 1996. потиписан је договор према којем се приступ комплексу ограничава и Јеврејима и муслиманима, тако што вакуф контролише 81% комплекса. Као резултат, Јевреји немају приступ гробу Исака и Ребеке, који се налази у југоисточном делу комплекса. Турстима је дозвољен улаз.